# Spruceanthus polymorphus
Spruceanthus polymorphus là một loài Rêu trong họ Lejeuneaceae. Loài này được (Sande Lac.) Verd. miêu tả khoa học đầu tiên năm 1934.